# Olivier Martinez (football)
Pour les articles homonymes, voir Olivier Martinez et Martinez.
Olivier Martinez est un footballeur français né le 6 octobre 1966 à La Garenne-Colombes (Hauts-de-Seine).

## Carrière
Footballeur formé au Paris SG, il fait partie en 1983 de l'équipe de France juniors B1 aux côtés d'Alain Roche, Christophe Galtier et Franck Silvestre.
Il effectue quelques rencontres de 1re division lors de la saison 1987-1988.
Stoppeur de formation, mesurant 1,82 m pour 75 kg, Olivier est prêté au SC Abbeville en 1989-1990.
En mai 1990, le SC Abbeville dépose le bilan et Olivier retourne au Paris SG ou il évoluera en réserve en 3e division.
En 1991, il retrouve la 2e division en signant à Charleville-Mézières.
Olivier arrête sa carrière en 1996 à l'âge de seulement 29 ans.